# タニア・ソルニア
タニア・ソルニア（Tania Saulnier, 1982年3月5日 - ）は、カナダ出身の女優である。

## 出演作品

### テレビ
- 私はケイトリン Caitlin's Way（テイラー）

### 映画
- 臨死 The Invisible (2007)
- スリザー Slither (2006)